# Савани (регіон, Того)
Савани (фр. Région des Savanes) — один із 5 регіонів у складі Тоголезької Республіки. Адміністративний центр — Дапаонг.

## Населення
| 1970    | 1981    | 2000    | 2002    | 2003    | 2004    | 2005    | 2006    | 2010    |
| ------- | ------- | ------- | ------- | ------- | ------- | ------- | ------- | ------- |
| 239 000 | 329 144 | 571 000 | 584 000 | 590 000 | 596 000 | 603 000 | 610 000 | 828 224 |

## Склад
До складу регіону входять 5 префектур, які поділяються на 70 кантонів та 1073 населених пункти:
| № | Префектура | Площа, км² | Населення, осіб (2010) | Центр    | Кантони | Населені пункти |
| - | ---------- | ---------- | ---------------------- | -------- | ------- | --------------- |
| 1 | Кінкассе   | [ 7 ]      | 78 592                 | Кінкассе | 8       | 85              |
| 2 | Кпенджал   | 1 794      | 155 091                | Мандурі  | 11      | 197             |
| 3 | Оті        | 4 313      | 190 543                | Манго    | 17      | 215             |
| 4 | Танджаре   | 848        | 117 519                | Танджаре | 16      | 193             |
| 5 | Тоне       | 1 515      | 286 479                | Дапаонг  | 18      | 383             |